# Le Poète et le Tsar

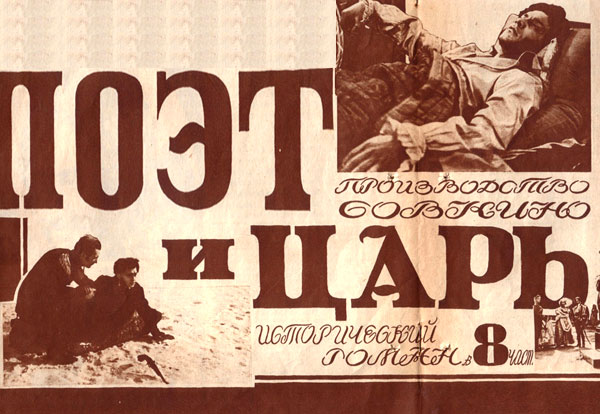
Affiche du film

Le Poète et le Tsar (en russe : Поэт и царь) est un film soviétique, dramatique, historique et biographique réalisé par Vladimir Gardine et Ievgueni Tcherviakov sorti en 1927 au cinéma.

## Synopsis
Le film retrace les derniers jours de la vie d'Alexandre Pouchkine et nous présente ses rapports vis-à-vis du tsar Nicolas Ier ainsi que leur rivalité amoureuse.

## Historique du film
Le Poète et le Tsar a été filmé aux studios Sovkino à Leningrad.
Le film a été restauré en 1968 par Aleksandr Gintsburg à Gorki Film Studio.

## Fiche technique
- Réalisation : Vladimir Gardine, Ievgueni Tcherviakov,
- Réalisation de 1968 : Aleksandr Gintsburg
- Scénario : Vladimir Gardine, Ievgueni Tcherviakov
- Opérateurs : Nahum Aptekman, Sviatoslav Beliaïev
- Musique : Youri Mackiewicz
- Directeur artistique : Anatoli Arapov
- Son : Kerim Amirov
- Caméra : Boris Khrennikov
- Pays de production : URSS
- Production : Sovkino (Leningrad)
- Année : 1927
- Première : 20 septembre 1927

## Distribution
- Ievgueni Tcherviakov : Alexandre Pouchkine
- Irina Volodko : Natalie Pouchkine
- Konstantin Karenine : Nicolas Ier de Russie
- Boris Tamarine : Le baron d'Anthès
- Leonid Tkatchev : prince Piotr Viazemski
- Alexander Larikov : Nikita Kozlov, valet de Pouchkine
- Nikolai Tcherkassov : Charles, le barbier
- Ivan Khoudoleev : Alexandre von Benckendorff
- Alekseï Feona : Vassili Joukovski, poète
- Guennadi Mitchourine : Konstantin Danzas (en), officier russe et témoin de Pouchkine
- Ivan Lerski : Faddeï Boulgarine, écrivain et critique littéraire
- Evgueni Boronikhine : Vladimir Dahl, lexicographe et écrivain
- Zoïa Valevskaïa : Idalia de Oberto (Poletika), cousine de Natalia Gontcharova
- Anatoli Nelidov : Ivan Krylov, écrivain et fabuliste
- Olga Spirova : Ekaterina Gontcharova, belle-sœur de Pouchkine
- Elizaveta Roziner : Alexandra Gontcharova, sœur de Natalia Gontcharova
- Fiodor Lopukhov : Nicolas Gogol, dramaturge et critique littéraire
- Valery Plotnikov : Jacob van Heeckeren tot Enghuizen
- Maria Dobrova : Alexandra Smirnova, dame de compagnie d'Alexandra Feodorovna
- Piotr Podralny : Olivier d'Archiac, diplomate français et témoin de Georges d'Anthès

## Remake
Un remake de ce film a été réalisé par Moïssei Levine en 1938.